# 1.ª Divisão de Infantaria (Alemanha)
A 1ª Divisão de Infantaria foi uma unidade militar da Alemanha, que atuou na Segunda Guerra Mundial tendo sido formada em outubro de 1934 em Königsberg, Prússia Oriental.

## Comandantes
| Comandante                        | Data                                           |
| --------------------------------- | ---------------------------------------------- |
| Gen.Maj. Georg von Küchler        | 1 de Outubro de 1934 - 1 de Abril de 1935      |
| Gen.Lt. Walther Schroth           | 1 de Abril de 1935 - 1 de Janeiro de 1938      |
| Gen.Lt. Joachim von Kortzfleisch  | 1 de Janeiro de 1938 - 14 de Abril de 1940     |
| Gen.Lt. Philipp Kleffel           | 15 de Abril de 1940 - 12 de Julho de 1941      |
| Gen.Maj. Dr. Friedrich Altrichter | 12 de Julho de 1941 - 4 de Setembro de 1941    |
| Gen.Lt. Philipp Kleffel           | 4 de Setembro de 1941 - 16 de Janeiro de 1942  |
| Gen.Lt. Martin Grase              | 16 de Janeiro de 1942 - 30 de Junho de 1943    |
| Gen.Lt. Ernst-Anton von Krosigk   | 1 de Julho de 1943 - 10 de Maio de 1944        |
| Oberst Hans-Joachim Baurmeister   | 10 de Maio de 1944 - 8 de Junho de 1944        |
| Gen.Lt. Ernst-Anton von Krosigk   | 8 de Junho de 1944 - 30 de Setembro de 1944    |
| Gen.Lt. Hans Schittnig            | 1 de Outubro de 1944 - 28 de Fevereiro de 1945 |
| Gen.Lt. Henning von Thadden       | 28 de Fevereiro de 1945 - 26 de Abril de 1945  |

## História
Foi originalmente conhecida como Wehrgauleitung Köningsberg.  Pouco tempo depois de a unidade ser criada, foi dado o nome de Artillerieführer I.  A divisão foi formada quase que exclusivamente de recrutas do Oriente prussiano. É de linhagem tradicionalista o que pode ser indicado por ele utilizar o brasão Hohenzollern (o emblema do acórdão da família imperial da Alemanha de 1871 a 1918), tal como ele é divisionário símbolo.  As unidades orgânicas regimental desta divisão foram formados pela expansão do 1. (Preußisches) Infanterie-Regimento do 1.Division da Reichswehr.
Com o anúncio formal da criação da Wehrmacht em 15 de outubro de 1935, a utilização do nome Artillerieführer estava caído e esta unidade se tornou oficialmente conhecida como 1.Infanterie-Divisionen.  Em 3 de fevereiro de 1936, foi transferida para Insterburg de Königsberg.
Em 1939, durante a invasão da Polônia, a divisão era parte de XXVI.Armee-Korp (Armee-Korps Wodrig), que, por sua vez, fez parte o General von Kuchler's.  O 1.Infanterie-Division teve o  primeiro combate quando viu o 3.Armee se lançar em toda a fronteira prussiana.
O 3.Armee fez uma tentativa de romper as linhas polacas ao norte de Varsóvia, e em fazê-lo, teve a primeira oportunidade de esmagar as fortes posições defensivas polacas ao redor da cidade polaca de Mlawa. Mlawa foi uma das poucas posições fortemente defendidas por fortificações polacas, que estavam a ser defendidos pela 20a Divisão de Infantaria polaca e da Brigada de Cavalaria Mazowiecka.  A 1.Infanterie-Divisionen atacou a ala direita da 20a Divisão polaca de Infantaria Mlawa e assim, abriu o caminho para o avanço do resto do 3.Armee para Varsóvia. Os polacos detiveram os ataques da 1.Infanterie-Division, no entanto, as unidades alemãs criaram uma perigosa abertura nas linhas entre as 20a Divisão e a Brigada de Cavalaria Mazowiecka, efetivamente comprometendo as posições defensivas que detinham, e obrigando-as a recuar para fora de Mlawa a uma nova posição defensiva, ao longo do rio Vístula ao sul, a norte de Varsóvia.  Após a pesadas batalhas entre 1 e 4 de setembro ao longo da fronteira, a 1.Infanterie-Division empurando para o Sul e Leste onde se cruzaram ao longo dos rios Bug e Narew, lutando próximo Wegrow e Garwolin, terminando a Campanha ao leste de Varsóvia próximo Siedlce.